# Diocèse de Kakamega
Le diocèse de Kakamega ( en Latin: Dioecesis Kakamegaënsis) est une diocèse de l'Église catholique au Kenya, suffragant de l'archidiocèse de Kisumu. Son évêque est Mgr Joseph Obanyi Sagwe.

## Territoire
Le diocèse comprend les anciens districts de Kakamega et Vihiga (avant la réforme de 2007) dans la Province de l'Ouest du Kenya.
Le siège de l'évêque est la ville de Kakamega, où se trouve la cathédrale de Saint-Joseph.
Le territoire couvre 3.517 km2 et est divisé en 40 paroisses.

## Histoire
Le diocèse a été érigé le 27 février 1978 avec la bulle Properamus et gestimus du pape Paul VI, à partir du territoire du diocèse de Kisumu (aujourd'hui archidiocèse). Il était à l'origine suffragant de l'archidiocèse de Nairobi.
Le 27 avril 1987 il cède une partie de son territoire au profit de l'érection du diocèse de Bungoma.
Le 21 mai 1990 , il fait partie de la province ecclésiastique de l'archidiocèse de Kisumu.

## Chronologie des évêques
- Philip Sulumeti (28 février 1978 -  5 décembre 2014 )
- Joseph Obanyi Sagwe, à partir du 5 décembre 2014

## Statistiques
| année | baptisés | population totale | pourcentage | prêtres (total) | prêtres séculiers | prêtres réguliers | catholiques par prêtre | diacres | religieux | religieuses | paroisses |
| ----- | -------- | ----------------- | ----------- | --------------- | ----------------- | ----------------- | ---------------------- | ------- | --------- | ----------- | --------- |
| 1980  | 368 452  | 1 572 000         | 23,4        | 61              | 12                | 49                | 6 040                  |         | 81        | 169         | 25        |
| 1990  | 363 990  | 1 408 807         | 25,8        | 39              | 16                | 23                | 9 333                  |         | 37        | 123         | 20        |
| 1997  | 284 783  | 1 831 583         | 15,5        | 57              | 41                | 16                | 4 996                  |         | 29        | 336         | 27        |
| 1999  | 303 932  | 1 930 000         | 15,7        | 58              | 48                | 10                | 5 240                  |         | 22        | 282         | 28        |
| 2002  | 323 082  | 1 967 082         | 16,4        | 65              | 56                | 9                 | 4 970                  |         | 25        | 238         | 28        |
| 2004  | 342 123  | 1 988 123         | 17,2        | 72              | 66                | 6                 | 4 751                  |         | 26        | 235         | 34        |
| 2006  | 389 000  | 2 061 201         | 18,9        | 96              | 90                | 6                 | 4 052                  |         | 33        | 246         | 34        |
| 2011  | 557 738  | 2 620 659         | 21,3        | 95              | 89                | 6                 | 5 870                  |         | 21        | 419         | 36        |
| 2013  | 696 138  | 2 744 000         | 25,4        | 92              | 92                |                   | 7 566                  |         | 13        | 397         | 40        |
| 2016  | 888 588  | 2 282 108         | 38,9        | 93              | 88                | 5                 | 9 554                  |         | 98        | 438         | 40        |